# A. 마이클 볼드윈
A. 마이클 볼드윈(A. Michael Baldwin, 1963년 4월 4일 ~ )은 미국의 배우이다.
로스앤젤레스에서 태어났다.

## 영화
- 플레이 (2017년)
- 환타즘: 래비저 (2016년)
- 버추얼 걸 2 (2001년)
- 환타즘 4 (1998년) - 마이크 역
- 바이스 걸스 (1997년) - 트랠린 역
- 환타즘 3 (1994년)
- 환타즘 2 (1988년)
- 환타즘 (1979년) - 마이클 마이크 피어슨 역
- 아들과 딸들 (1977년)
- 케니 & 컴퍼니 (1976년) - 더그 역